# イレナエア (小惑星)
イレナエア (794 Irenaea) は小惑星帯の小惑星である。オーストリアの天文学者ヨハン・パリサがウィーンで発見した。
オーストリアの天文学者エトムント・ヴァイスの娘イレーヌに因んで命名された。